# Savigny-en-Terre-Plaine
Savigny-en-Terre-Plaine település Franciaországban, Yonne megyében. Lakosainak száma 139 fő (2022. január 1.). Savigny-en-Terre-Plaine Toutry, Saint-André-en-Terre-Plaine, Sauvigny-le-Beuréal és Guillon-Terre-Plaine községekkel határos.

## Népesség
A település népessége az elmúlt években az alábbi módon változott:
| Lakosok száma | 152  | 153  | 171  | 153  | 151  | 151  | 144  | 142  | 139  |
|               | 2013 | 2015 | 2016 | 2017 | 2018 | 2019 | 2020 | 2021 | 2022 |